# Autobuz

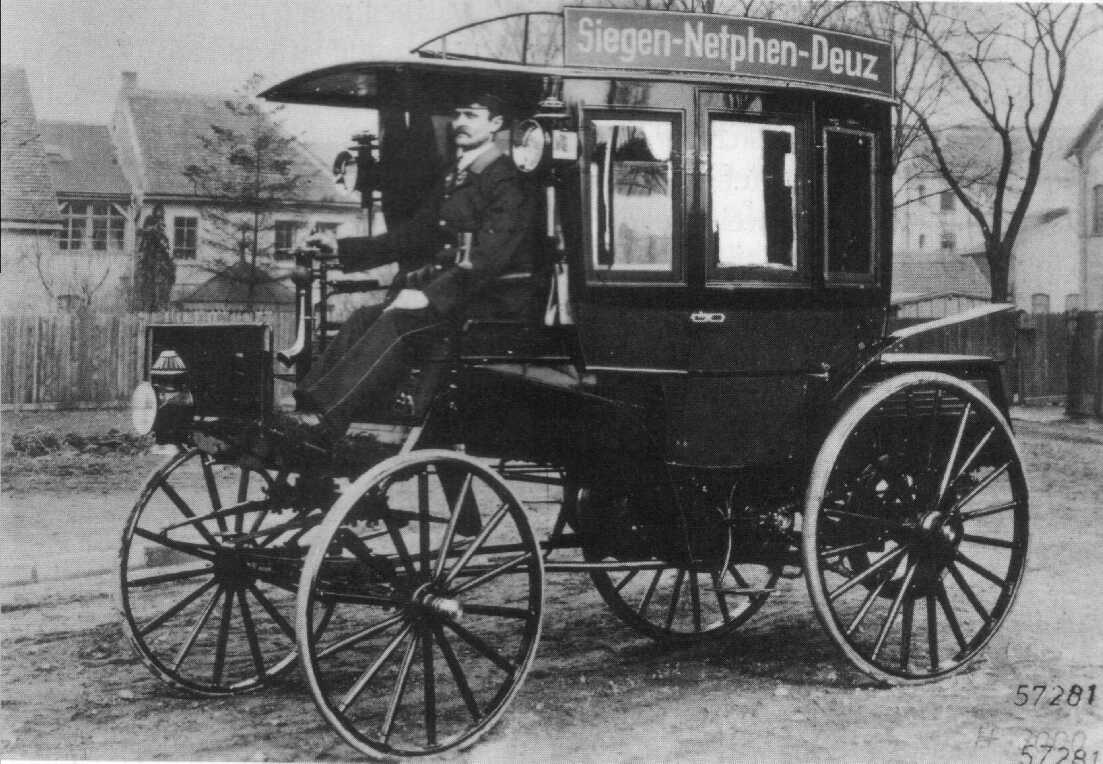
Benz-Omnibus, 1896

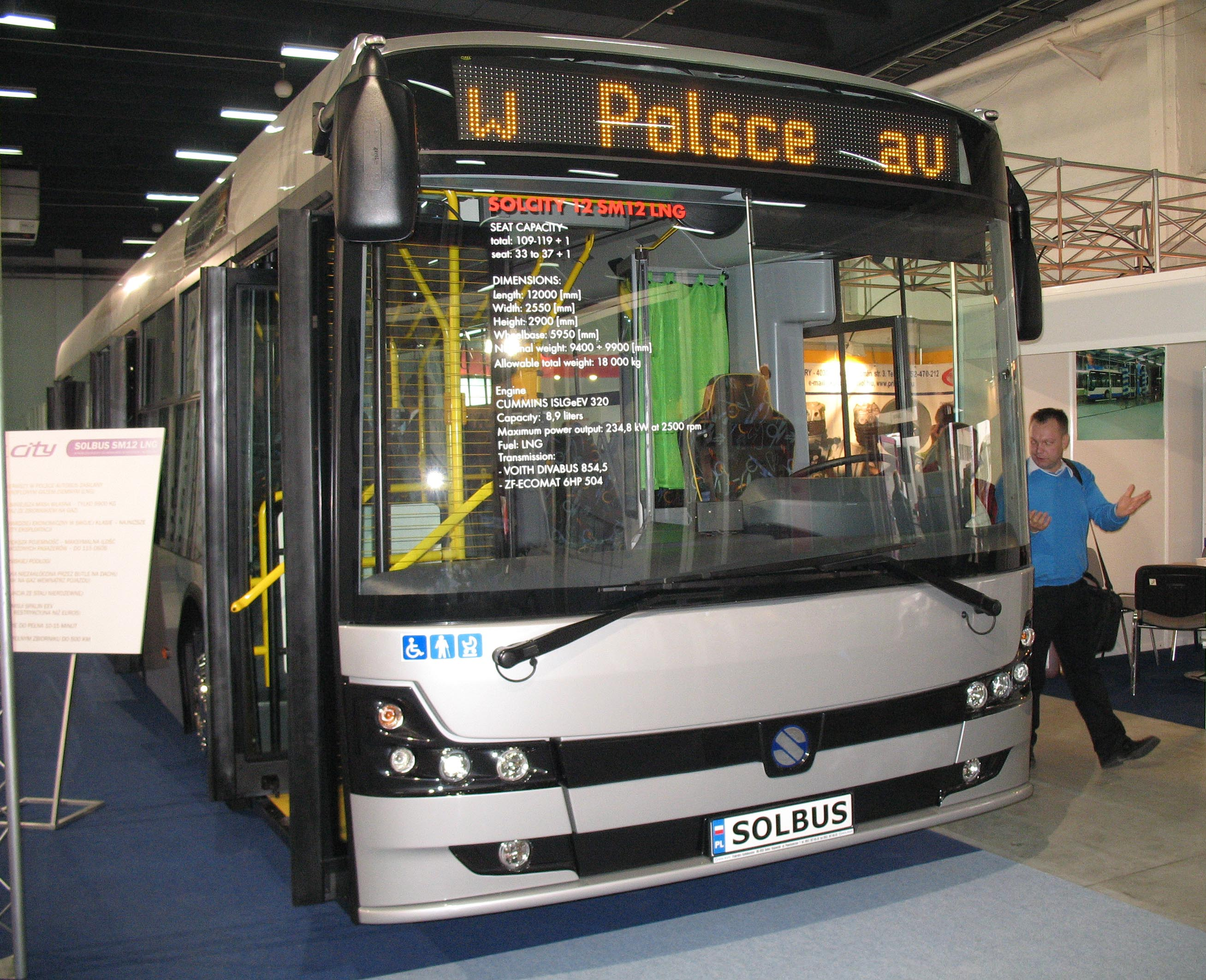
Un autobuz modern Solbus

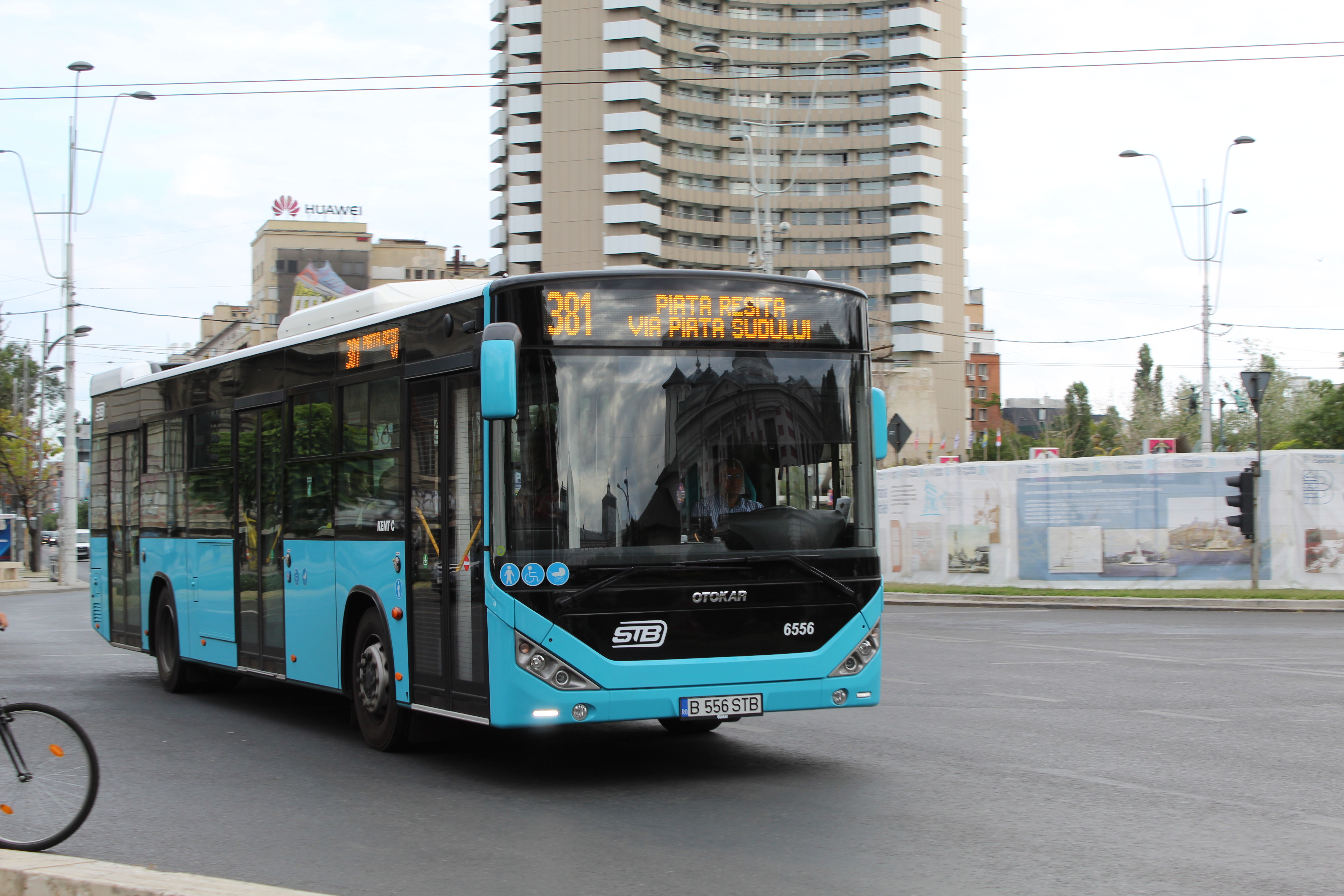
Autobuz Otokar Kent C pe linia 381, București

Autobuz Ayats cu etaj descoperit (Open Top Double-Decker) în Constanța City Tour

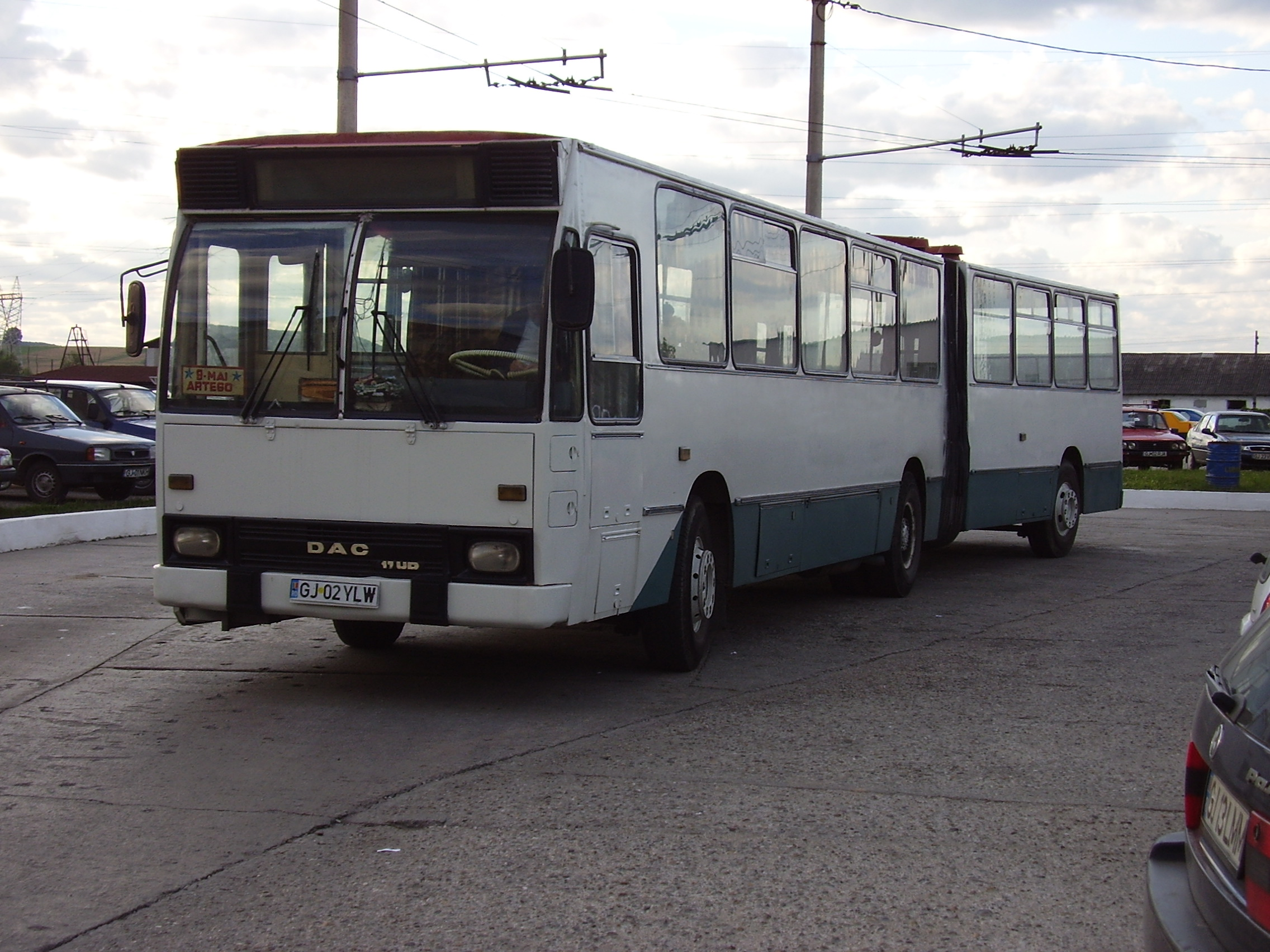
Autobuz Dac 117 UD în Târgu Jiu

Autobuzul este un autovehicul de dimensiuni mari care este folosit pentru a transporta un număr mare de pasageri și este în general folosit pentru transportul în comun, urban sau interurban. Numele său provine de la cuvântul francez autobus, care la rândul său vine din latinescul omnibus („pentru toți”). Un autobuz care este folosit pentru călătorii mai lungi sau curse speciale, având deseori loc de bagaje sau scaune mai confortabile, este cunoscut sub numele de „autocar”.

## Caracteristici
Autobuzele moderne au în componență:
- Suspensie pneumatică
- Uși automate
- Rampă pentru persoanele cu dizabilități
- Sistemul de frânare al autobuzelor cu capacitate mare este pneumatic